# Nie ma mocnych

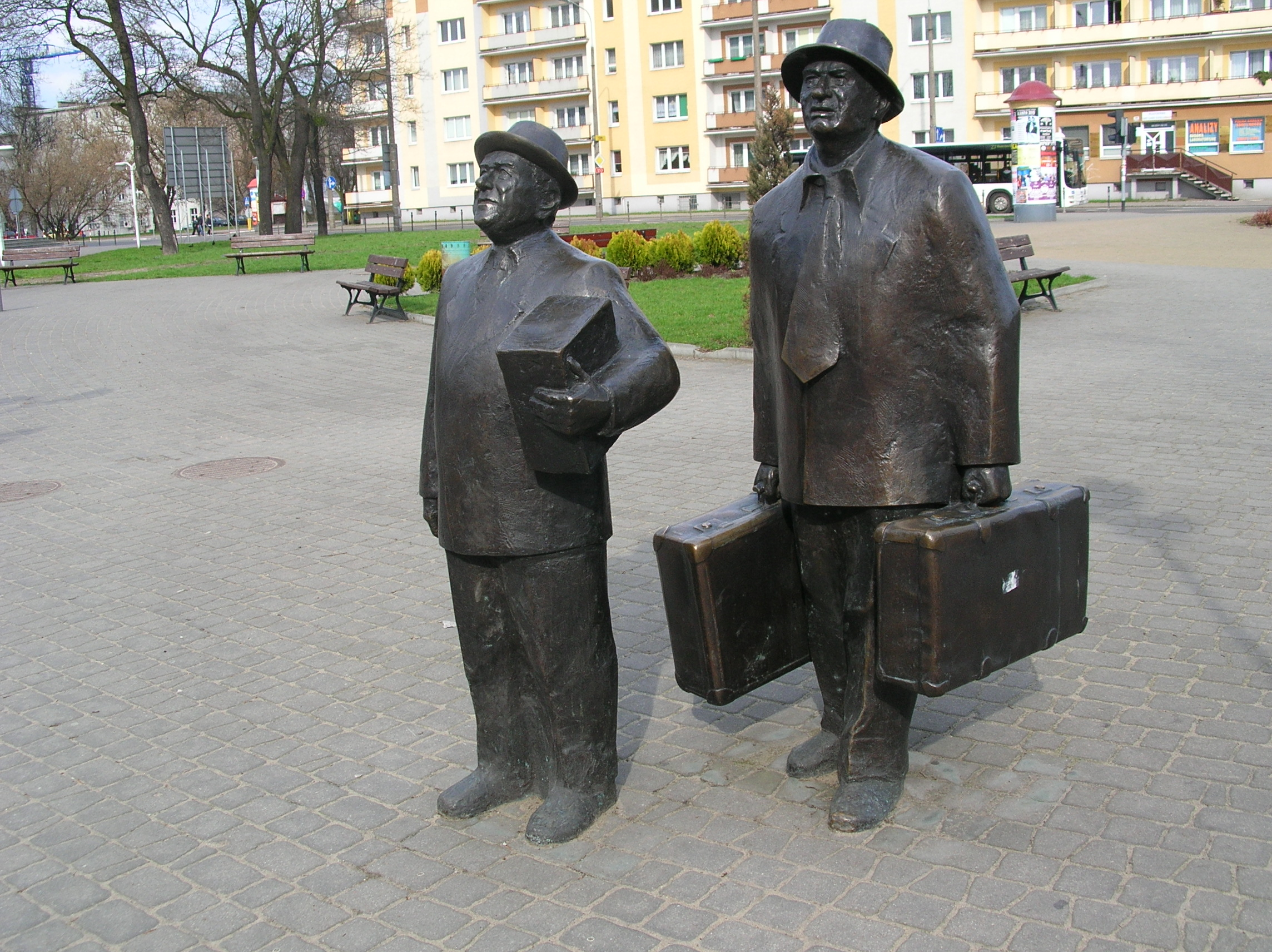
Kazimierz Pawlak i Władysław Kargul

Nie ma mocnych – polska komedia filmowa z 1974 r. w reżyserii Sylwestra Chęcińskiego, nakręcona na podstawie scenariusza Andrzeja Mularczyka. Jest to drugie ogniwo tetralogii zabużańskiej, w której skład wchodzą również filmy Sami swoi (1967), Kochaj albo rzuć (1977) i Sami swoi. Początek (2024).

## Fabuła
Akcja rozgrywa się w latach 70. XX wieku. Kazimierz Pawlak i Władysław Kargul, migranci zza Buga cieszący się dobrą opinią wśród wiejskiej społeczności, nie mają dziedzica, który byłby w stanie odziedziczyć ich gospodarstwa. Ich dzieci – syn Pawlaka i córka Kargula – posiadają własne gospodarstwo i mają córkę Anię, której Pawlak i Kargul planują zapisać swą ziemię w testamencie. Ania spotyka się z kawalerem Zenkiem, młodym agronomem z pobliskiego Państwowego Gospodarstwa Rolnego. Pawlak i Kargul zamierzają ich ze sobą zeswatać, czemu przeciwni są rodzice Ani, których przeraża szybkie zamążpójście córki oraz obcość Zenka – przybysza znikąd. Ania i Zenek, pomimo wątpliwości Pawlaka co do pochodzenia Zenka, biorą ślub w Urzędzie Stanu Cywilnego i przybywają na pośpiesznie urządzone przez dziadków wesele. Zenek oświadcza jednak, że nie weźmie planowanego przez dziadków ślubu kościelnego, gdyż jest to niezgodne z jego poglądami. Oburzony Pawlak przerywa wesele i zamyka wnuczkę w areszcie domowym.

## Obsada
- Wacław Kowalski – Kazimierz Pawlak
- Władysław Hańcza – Władysław Kargul
- Anna Dymna – Ania Pawlakówna
- Andrzej Wasilewicz – Zenek Adamiec, narzeczony Ani
- Maria Zbyszewska – Mania Pawlakowa
- Halina Buyno-Łoza – Aniela Kargulowa
- Jerzy Janeczek – Witia Pawlak
- Ilona Kuśmierska – Jadźka Kargulówna
- Zygmunt Bielawski – Paweł Pawlak
- Marta Ławińska – żona Wanda
- Elżbieta Czajkowska – Krysia, oszukana przez uwodziciela
- Witold Pyrkosz – warszawiak
- Andrzej Kierc – listonosz
- Wiesław Dymny – perkusista na weselu Ani i Zenka
- Aleksander Pociej – syn Marek
- Aleksander Fogiel – sołtys
- Bronisław Pawlik – dyrektor Państwowego Gospodarstwa Rolnego
- Zdzisław Maklakiewicz – traktorzysta
- Jerzy Turek – milicjant Franio, bratanek Kazimierza
- Andrzej Krasicki – ksiądz spowiadający Pawlaka
- Janusz Kłosiński – myśliwy

## Odbiór
Nie ma mocnych został pozytywnie przyjęty zarówno przez publiczność (8,5 miliona widzów w kinach), jak i krytyków. Oskar Sobański z pisma „Film” chwalił komedię Chęcińskiego i Mularczyka za dialogi oraz satyryczny potencjał: „W Nie ma mocnych to wszystko, co tak strasznie złości w telewizyjnym dukaniu różnych dyrektorów i działaczy, tutaj – użyte oszczędnie i umiejętnie – brzmi jak najprzedniejszy dowcip”. Cezary Wiśniewski z pisma „Kino” oceniał film następująco w porównaniu z Samymi swoimi: „ten sam przedni dialog, te same krewkie charaktery i kresowa ciepła egzotyka, a ponadto inteligentnie przejaskrawiona aktualność”.

## Nagrody
| Rok  | Festiwal                                                | Nagroda                                                | Laureat             |
| ---- | ------------------------------------------------------- | ------------------------------------------------------ | ------------------- |
| 1974 | Lubuskie Lato Filmowe                                   | Złote Grono                                            |                     |
| 1974 | Lubuskie Lato Filmowe                                   | Nagroda za pierwszoplanową rolę męską                  | Wacław Kowalski     |
| 1974 | Koszaliński Festiwal Debiutów Filmowych „Młodzi i Film” | Nagroda za reżyserię                                   | Sylwester Chęciński |
| 1974 | Koszaliński Festiwal Debiutów Filmowych „Młodzi i Film” | Nagroda za scenariusz                                  | Andrzej Mularczyk   |
| 1974 | Koszaliński Festiwal Debiutów Filmowych „Młodzi i Film” | Nagroda Publiczności                                   |                     |
| 1974 | Koszaliński Festiwal Debiutów Filmowych „Młodzi i Film” | Nagroda za rolę męską                                  | Wacław Kowalski     |
| 1974 | Festiwal Polskich Filmów Fabularnych                    | Nagroda Publiczności                                   |                     |
| 1975 | Ministerstwo Kultury i Sztuki                           | Nagroda Ministra Kultury i Sztuki II stopnia           | Sylwester Chęciński |
| 1978 | Czasopismo „Film”                                       | Złota Kamera za najlepszy film o tematyce współczesnej |                     |